# Infinite Dreams
«Infinite Dreams» es un sencillo en directo publicado en 1989 por la banda Iron Maiden. Es el único sencillo lanzado para promocionar el video Maiden England (1989). La grabación se realizó en Birmingham, Inglaterra durante la gira mundial Seventh Tour of a Seventh Tour para presentar su álbum Seventh Son of a Seventh Son (1988). Este fue el último sencillo donde aparece Adrian Smith en la década de 1980.
La canción habla sobre como el personaje de la canción ve cosas aterradoras sobre la vida después de la muerte y otras cosas místicas, pero que se asusta por la duda de si va a despertar o no. Se inicia con un solo de guitarra, que luego sigue con la voz de Bruce Dickinson con el resto de la banda. La canción se inicia tranquila, pero va tomando velocidad a medida que llega al clímax y al final.
Los tres temas se encuentran en el VHS y CD Maiden England. 

## Lista de canciones
1. «Infinite Dreams»[2] (en directo) (Steve Harris, Adrián Smith) – 6:04
2. «Killers» (en directo) (Harris, Paul Di'Anno) – 5:03
3. «Still Life» (en directo) (Harris, Dave Murray) – 4:37

## Miembros
- Steve Harris – bajo
- Bruce Dickinson – voz
- Dave Murray – guitarra
- Adrian Smith – guitarra
- Nicko McBrain – batería